# Mike + The Mechanics
Mike + The Mechanics je britská poprocková superskupina. Mike Rutherford ze skupiny Genesis tuto skupinu založil v roce 1985 po vydání dvou sólových alb. Dalšími původními členy byli Paul Carrack, Paul Young, Adrian Lee a Peter Van Hooke. Lee a Hooke odešli v roce 1995, Young zemřel v roce 2000 a v roce 2004 se skupina rozpadla. V roce 2010 ji Rutherford obnovil ve zcela změněné sestavě.

## Diskografie
Studiová alba
- Mike + The Mechanics (1985)
- Living Years (1988)
- Word of Mouth (1991)
- Beggar on a Beach of Gold (1995)
- Mike & The Mechanics (1999)
- Rewired (2004)
- The Road (2011)
- Let Me Fly (2017)

## Členové
Současná sestava
- Mike Rutherford – kytara, baskytara (1985-2004, 2010-dosud)
- Andrew Roachford – zpěv, klávesy (2010-dosud)
- Tim Howar – zpěv (2010-dosud)
- Anthony Drennan – kytara, baskytara (2010-dosud)
- Gary Wallis – bicí (2010-dosud; při turné: 1995-2004)
- Luke Juby – klávesy, doprovodný zpěv, baskytara, saxofon, whistler (2010-dosud)
- Ben Stone – bicí (2011-dosud)

Dřívější členové
- Paul Carrack – zpěv, klávesy (1985-2004)
- Paul Young – zpěv, perkuse (1985–2000)
- Adrian Lee – klávesy (1985–1995)
- Peter Van Hooke – bicí (1985–1995; při turné: 2004)

Hudebníci při turné
- Ashley Mulford - kytara, baskytara (1986)
- Tim Renwick - kytara, baskytara (1988-1996)
- Jamie Moses - kytara, baskytara (1999-2004)
- Rupert Cobb - klávesy (2004)
- Owen Paul McGee - doprovodný zpěv (2004)
- Paul McGee - doprovodný zpěv (2004)
- Abbie Osmon - doprovodný zpěv (2004)